# 101 Reykjavík
101 Reykjavík és una pel·lícula de l'any 2000 dirigida per Baltasar Kormákur, qui també en va escriure el guió basat en la novel·la homònima de Hallgrímur Helgason.

## Argument
Hlynur, un noi de prop de trenta anys, que encara viu amb la seva mare divorciada, es passa el temps bevent, veint pel·lícules porno i deambulant per Reykjavík buscant feina. Lola, amiga de la seva mare i professora de flamenc, els visitarà per cap d'any.

## Repartiment
- Hilmir Snær Guðnason - Hlynur
- Victoria Abril - Lola
- Hanna María Karlsdóttir - Berglind
- Baltasar Kormákur - Þröstur
- Ólafur Darri Ólafsson - Marri
- Þrúður Vilhjálmsdóttir - Hófi
- Jóhann Sigurðarson - Páll
- Þröstur Leó Gunnarsson - Brúsi
- Eyvindur Erlendsson - Hafsteinn
- Halldóra Björnsdóttir - Elsa
- Hilmar Jonsson - Magnús
- Jóhann Sigurðarson - Páll
- Guðmundur Ingi Þorvaldsson - Ellert

## Al voltant de la pel·lícula
Amb aquest llargmetratge Baltasar Kormákur debutà com a director de cinema i li va reportar el premi Discovery en el Festival de Toronto.
101 Reykjavík es va rebre com un dels films de la nova generació de cineastes urbans que reaccionen a les visions més clàssiques i romàntiques de cinema islandès.
El 101 que dona nom al film és el codi postal del districte de Miðborg, a la zona occidental de Reykjavík que és el centre administratiu i de la vida nocturna de la ciutat.